# Battaglia di Beachy Head (1707)
La Battaglia di Beachy Head (nota anche coi nomi di Azione del 2 maggio 1707 e battaglia di capo Béveziers) ebbe luogo nel corso della guerra di successione spagnola. Uno squadrone della marina francese al comando di Claude de Forbin intercettò un grande convoglio inglese che scortava tre navi di linea, al comando del commodoro barone Wylde. L'azione guerresca iniziò con tre navi francesi, la Grifon, la Blackoal e la Dauphine, che attaccarono la HMS Hampton Court uccidendone il capitano, George Clements, e prendendola. La Mars di Claude Forbin con 60 cannoni a bordo attaccò quindi la HMS Grafton e, con l'aiuto delle navi francesi Blackoal e Fidèle, uccise il capitano Edward Acton, e la prese. Il convoglio si rivolse dunque all'ultima nave di scorta inglese, la HMS Royal Oak, colpita nella stiva e quasi al tracollo, che però riuscì a fuggire raggiungendo Dungeness, da dove il giorno successivo venne trasportata a Downs.
I francesi catturarono 21 navi mercantili oltre a due navi da 70 cannoni e le portarono a Dunkerque.

## La battaglia
Il 1 maggio un grande convoglio proveniente dalle Indie occidentali, sotto la protezione di tre navi di linea, salpò dai Downs e trovandosi a sei leghe di distanza a ovest di Beachy, cadde nelle mani di uno squadrone francese proveniente da Dunkirk, comandato da Claude de Forbin. Questo squadrone era composto da 7 navi di linea e 6 private. L'azione iniziò quando tre navi francesi, la Griffon, la Blackoal e La Dauphine attaccarono la Hampton Court e ne uccisero il capitano Clements. Il commodoro Wyld prese con sé cinque dei suoi più grandi mercantili disponibili ed attaccò i francesi con la sua nave di linea. Per due ore e mezza di pesante fuoco da entrambi i lati, le posizioni rimasero perlopiù invariate; la Hampton Court combatté disperatamente ma venne alla fine obbligata ad arrendersi. La Dauphine attaccò quindi vigorosamente la Grafton e quando venne raggiunta dalle navi francesi Blackoal e Fidele, venne al fine catturata dopo mezz'ora di combattimenti. La Mars di Claude Forbin con 60 cannoni a bordo attaccò quindi la Royal Oak del commodoro Wyld. La nave, perforata nella chiglia e con l'acqua che ormai invadeva gli ambienti interni, riuscì a fuggire a riva e venne poi portata ai Downs, il giorno successivo.

## Ordine di battaglia

### Francia
- Mars 60 - Cavaliere de Forbin, capo di divisione.[3]
- La Dauphine 56 - Conte di Roquefeuil.[3]
- Fidèle 56 - Barone d'Arey.[3]
- Blackoal 54 - de Tourouvre.[3]
- Salisbury 50 - Cavaliere de Vezins.[3]
- Griffon 50 - Cavaliere de Nangis.[3]
- Protée 50 - Conte d'Illiers.[3]

6 navi private.

### Gran Bretagna
- HMS Royal Oak 76 - Commodoro barone Wylde, fuggita.[2]
- HMS Hampton Court 70 - Capitano George Clements, catturata.[2]
- HMS Grafton 70 - Capitano Edward Acton, catturata.[2]

55 mercantili.